# Дел Шенон
Дел Шенон (енгл. Del Shannon; 30. децембар 1934 — 8. фебруар 1990), рођен као Чарлс Видон Вестовер (енгл. Charles Weedon Westover), био је амерички музичар и кантаутор. Остао је познат по песми Runaway из 1961. године. Извршио је самоубиство 1990. године након проблема са алкохолом и депресијом. Уврштен је у Дворану славних рокенрола 1999. године.